# أكبر أباد بائين (مقاطعة تشالوس)
اكبرآباد بائين (بالفارسية: اکبرآباد پائین) هي قرية تقع في قسم كلارستاق الشرقي الريفي (مقاطعة تشالوس) في إيران. يقدر عدد سكانها بـ 31 نسمة .